# Rød klippehane
Rød klippehane (latin: Rupicola peruvianus) er en spurvefugl, der lever i Andesbjergene - fra Venezuela til Bolivia.